# Akkalasamiska
Akkalasamiska är ett uraliskt språk som räknas till den östsamiska gruppen. Närmast besläktade varieteter är enaresamiska, kildinsamiska, skoltsamiska och tersamiska. 
Språket talades i de nu övergivna byarna Babino (Akkala) och Yokostrov vid sjön Imandra. Babinosamerna flyttades till Yona-kolchosen i början av 1900-talet. Språket sågs tidigare som en dialekt av kildinsamiska, men kom under 1900-talets första hälft att ses som en egen varietet och är närmast besläktad med skoltsamiskan.

## Några historiska noteringar
I skrift omnämns Akkala i norska och svenska källor 1593 (”Ackala”) och 1594 (”Ackild”). Då fanns där elva familjer, som betalade skatt till Norge, eftersom Akkala vid den tiden var norskt skatteland. I ryska källor nämns Akkala första gången 1608.
I akkalasamiskan finns lånelement från det karelska språket. Det hänger samman med karelsk bosättning i södra delen av Kolahalvön. Själv ordet ”Akkala” tros komma från karelskan.

## Akkalasamiskan dör ut
Under 1990-talet hade språket mindre än tio talare som alla bodde i Ryssland.  I december 2003 avled Marja Sergina, som var den sista infödda som talade akkalasamiska flytande. Emellertid finns det åtminstone två personer i området, som är i 70-årsåldern och som har någorlunda god kunskap i språket. Det finns också minst en talare som använder akkalasamiska aktivt i samtal med talare av andra besläktade samiska språk.
Unesco betecknar i sin atlas över hotade språk akkalasamiskan som utdöd. En bidragande orsak till språkets utdöende är den inställning som fanns till samer i området. Den har beskrivits av sondottern till Marja Sergina i ett radioprogram i svensk radio, där Ljudmila Sergina berättar om skammen av vara same och att uppbära en annan kultur.

## Texter på akkalasamiska
Det finns en akkalasamisk grammatik en samling av akkalasamiska texter och ljudinspelningar på akkalasamiska som gjordes av Ryska Vetenskapsakademin på 1950-, 1960- och 1970-talet och som skulle kunna användas i språkrevitaliseringssyfte. Sammantaget är akkalasamiskan det minst dokumenterade av de samiska språken.